# 桜島なおき
桜島 なおき（さくらじま なおき、1984年12月28日 - ）は、日本のプロレスラー。本名は瀬戸口 直貴（せとぐち なおき）。

## 経歴
- 2008年5月10日、大阪プロレスデルフィンアリーナ道頓堀大会における対三原一晃戦でデビュー。
- 2014年4月20日、大阪プロレスを退団。
- 5月24日、九州プロレスに入団してリングネームを桜島なおきに改名。

## 得意技
ダイビングニードロップ
ジャーマンスープレックス
バックドロップ
コブラツイスト
グラウンドコブラツイスト
スライディングD
スライディングエルボーと同型。
シャイニングウィザード

## 入場曲
- 桜島（長渕剛）

## タイトル歴
- 大阪プロレスバトルロイヤル王座（第34代）
- 九州プロレスタッグ王座（第4代、第7代・パートナーは三原一晃）、(第15代・パートナーは阿蘇山)
- 博多華味鳥杯1DAYタッグトーナメント優勝（2019年）（パートナーは三原一晃）

## CM出演
- ヒラシマ・ルーフ金属瓦篇